# Sikorsky S-20
Sikorsky S-20 (đặt tên theo họ nhà thiết kế) hoặc RBVZ S-XX (đặt tên theo hãng chế tạo) là một mẫu máy bay hai tầng cánh của Nga, do Igor Sikorsky thiết kế năm 1916.

## Quốc gia sử dụng
Russian Empire
- Không quân Đế quốc Nga

## Tính năng kỹ chiến thuật
Đặc điểm tổng quát
- Kíp lái: 2
- Chiều dài: 6,50m (21 ft 3⅞ in)
- Sải cánh: 8,60m (28 ft 2½ in)
- Chiều cao: m ()
- Diện tích cánh: 17m² (182,99 ft²)
- Trọng lượng rỗng: 395 kg (871 lb)
- Trọng lượng có tải: 570 kg (1.257 lb)
- Động cơ: 1 × 120hp Le Rhône kiểu động cơ piston, làm mát bằng không khí, 90 kW (120 hp)

 Hiệu suất bay 
- Vận tốc cực đại: 190 km/h (118 mph)
- Thời gian bay:
- Lên độ cao 2.000 m (6.560 ft): 6,33 phút

Trang bị vũ khí

- Súng: 1 x súng máy Lavrov 7,7 mm